# Hervé Pierres de Bernis
Pour les articles homonymes, voir Bernis.
Pour les autres membres de la famille, voir Famille de Pierre.
Hervé Pierres de Bernis, né le 3 février 1839 à Montpellier (Hérault) et mort le 25 septembre 1901 à Saint-Marcel-d'Ardèche (Ardèche), est un homme politique français.

## Biographie
Engagé volontaire dans l'armée en 1859, il démissionne en 1868 avec le grade d'officier. Il est élu député, monarchiste, de l'Ardèche en 1885, mais l'élection est invalidée et il est battu lors de l'élection partielle, en 1886.

## Sources
- « Hervé Pierres de Bernis », dans Adolphe Robert et Gaston Cougny, Dictionnaire des parlementaires français, Edgar Bourloton, 1889-1891 [détail de l’édition]